# 斯图加特城市快铁
斯图加特城市快铁（德語：Stuttgart S-Bahn）是斯图加特地区營運的城市快速铁路（S-Bahn）系统。斯图加特地区包括斯图加特市区以及邻近的埃斯林根、伯布林根、路德维希堡和雷姆斯-穆尔县，人口共计约260万。这条快速铁路系统包括编号为S1到S6以及S60的共计七条线路，由德国铁路的子公司“斯图加特城市快铁（S-Bahn Stuttgart）”运营。这一铁路系统与斯图加特运输及票价联盟（Verkehrs- und Tarifverbund Stuttgart，VVS）集成协作，该协会负责协调城市群中所有交通業者之间的车票与车费。

## 当前线路
除一条线路以外的全部线路均通向斯图加特市中心。市区隧道的东北段（从斯图加特中央总站至施瓦布大街）是第一段开通的隧道，从一开始即投入使用；从施瓦布大街到大学站的西南段隧道则从1985年开始使用。
| 线路 | 運行系統 | 长度   | 使用的铁路线                                                                                             |
| ---- | --- | ------ | --- |
| S 1  | 基尔夏伊姆(特克) - 文德林根 - 普洛兴根 - 埃斯林根 - 巴特康斯达特 - 中央总站 - 施瓦布大街 - 法因恩 - 罗尔 - 伯布林根 - 黑倫貝格 | 71千米 | 特克铁路 – 内卡-阿尔布铁路/费尔谷铁路 – 连接铁路 – 贵宜铁路                                              |
| S 2  | 紹爾恩多爾夫 - 魏布林根 - 巴特康斯达特 - 中央总站 - 施瓦布大街 - 法因恩 - 罗尔 - 机场/博览会 - 菲爾德爾斯塔特                  | 57千米 | 雷姆铁路 – 内卡-阿尔布铁路/费尔谷铁路 – 连接铁路 – 贵宜铁路 – 斯图加特-罗尔－菲尔德施塔特铁路            |
| S 3  | 巴克南 - 魏布林根 - 巴特康斯达特 - 中央总站 - 施瓦布大街 - 法因恩 - 罗尔 - 机场/博览会                                         | 50千米 | 穆尔铁路 – 雷姆铁路 – 内卡-阿尔布铁路/费尔谷铁路 – 连接铁路 – 贵宜铁路 – 斯图加特-罗尔－菲尔德施塔特铁路 |
| S 4  | 施瓦布大街 - 中央总站 - 祖文豪森 - 路德維希堡 - 馬爾巴赫(內卡) - 基尔希贝尔格(穆尔) - 布格施泰滕(穆尔) - 巴克南                | 41千米 | 连接铁路 – 弗兰肯铁路 – 巴克南－路德维希堡铁路                                                           |
| S 5  | 施瓦布大街 - 中央总站 - 祖文豪森 - 路德維希堡 - 比蒂格海姆                                                                     | 26千米 | 连接铁路 – 弗兰肯铁路                                                                                    |
| S 6  | 施瓦布大街 - 中央总站 - 祖文豪森 - 萊翁貝爾格 - 魏爾德爾斯塔特                                                                 | 35千米 | 连接铁路 – 弗兰肯铁路 – 黑森林铁路                                                                       |
| S 60 | 施瓦布大街 - 中央总站 - 祖文豪森 - 萊翁貝爾格 - 雷寧根 - 馬格斯塔特 - 邁青根 - 辛德尔芬根 - 伯布林根                           | 45千米 | 连接铁路 – 弗兰肯铁路 – 黑森林铁路－蓝科巴赫铁路                                                         |

- 注：在伦宁根至施瓦布大街区段S60与S6重联运行，在伦宁根站解挂。

## 时刻表
斯图加特城市快速铁路有一套“令人难忘的时刻表”。基本周期是每条线路每个小时一趟列车（仅适用于清晨和深夜）。在一天中，增加的车次通常会将每条线路的发车间隔减少到30分钟（非繁忙时段）或者15分钟（繁忙时段）。 同时通过加开区间班车以保证市中心路段的高发车频率。
例如: 从施瓦布大街开往中央总站方向的时刻表如下：
- xx:00(*xx:30) - S2        > 绍尔恩多尔夫
- xx:03(*xx:33) - S4        > 马尔巴赫
- xx:05(*xx:35) - S1        > 埃斯林根(高峰时段区间车)
- xx:10(*xx:40) - S3        > 巴克南
- xx:13(*xx:43) - S6        > 魏尔代施塔特
- xx:20(*xx:50) - S1        > 基尔夏伊姆(特克)
- xx:23(*xx:53) - S5        > 比蒂格海姆
- xx:28(*xx:58) - S6/S60 > 伯布林根/魏尔代施塔特

如果有增加的车次，这个时刻表中的每趟线路进站时间会以15或30分钟为周期（这个意思是说在繁忙时段，例如S4线会在早上07:03、07:18、07:33和 07:48各发一趟车）。有些增加的车次为区间列车，例如S1线的有些列车的运行区间仅为埃斯林根到施瓦布大街，而非基尔夏伊姆(特克)。

## 历史
1933年起的斯图加特近郊交通运输最初依靠从火车總站发出的电气线路，直到1978年。主干线从埃斯林根至路德维希堡的线路转变为通向斯图加特火車總站。
斯图加特快速铁路修建的第一步始于第二次世界大战后。自从斯图加特火車總站在20世纪20年代搬移到现在的地点，重点变为了建设市中心铁路隧道，用以增进中央城区与南部的联系。同时，斯图加特电车公司开始计划为他们的系统在市中心修建隧道。此外，外围的铁路线还修建了额外的铁道，为可能的快速铁路运输做准备。
在斯图加特市、巴登-符登堡邦和联邦政府与德国铁路之间的融资协议达成以后，从中央总站到施瓦布大街的城市下穿隧道于1971年7月5日开始修建。1978年9月工程完工，斯图加特快速铁路的三条线路开始运行（全部从施瓦布大街站出发）：S1线经过埃斯林根开往普洛兴根，S4线开往路德维希堡，S6线经过费叶巴赫和莱昂贝格开往魏尔代施塔特。在之后的几年里，快速铁路网已经扩展到了比蒂希海姆、巴克南和绍尔恩多尔夫（1981年），南部的分支扩展到伯布林根（1985年），黑伦贝格（1992年）和机场（1993年）。S2线之后又从机场继续延伸到菲尔德施塔特。
线路网最近发生的改变是S1线延长到了基尔夏伊姆(特克)，以及从伯布林根开往迈青根的第一条次级线路S60线的建造（连接到S6线伦宁根的区段正在建造）。

## 运营
这条有190千米长的铁路系统共有75座车站，并在每个工作日运送大约33万名乘客 。火车运行在德国铁路股份公司的标准轨距铁道上，通过架空线提供的16.67赫兹、15千瓦的单相交流电获得能量。
2004年12月起，铁路开始安装新的客运信息系统。这套系统显示之后将要进站的三列火车的即時状态，而非仅显示预定的发车时间和下一列火车的编号。
全部六条快速铁路线路均会穿过市中心区到施瓦布大街，其中三条还会继续通过一条弧形隧道开往法因恩。然而这条弧形隧道成为了一个瓶颈，将火车的班次限制在了两分半钟。这意味着每条线路的火车只能每15分钟发一个班次。

### 运营改进
- 1996年：引入早高峰时段每条线路15分钟的行车间隔
- 1997年6月：引入晚间10点前全部线路30分钟的行车间隔
- 2000年1月：新型ET 423动车组在S1线投入使用
- 2001年1月：增加列车在工作日的容量（使用全长列车）直到购物时间结束
- 2001年6月：增加列车在星期六的容量（使用全长列车）直到购物时间结束
- 2001年6月：引入深夜30分钟的行车间隔（S3和S4线除外），直到运营结束
- 2002年4月：在全部线路完成引入在深夜30分钟的行车间隔，直到运营结束
- 2003年5月：25列ET 423动车组投入运营
- 2003年12月：将15分钟的行车间隔时段扩充至晚高峰时段（星期一至星期五）
- 2004年夏季：开始清晨到机场的运营服务项目试点
- 2005年夏季：继续清晨到机场的运营服务项目试点
- 2006年4月：在S1、S4和S5线上引入ET 420Plus型新型动车组列车
- 2010年6月：建立第一条次级线路S60，目前从伯布林根（S1）开往迈青根，全部线路开通后会到达伦宁根（S6）

### 行车间隔
最初，每条线路最短的行车间隔（两趟列车到站的预定时间间隔）为20分钟。 S1线的施瓦布大街至到埃斯林根区段和S6线的施瓦布大街至莱昂贝格区段，行车间隔随后被缩短为10分钟。从1996年起，全部线路在高峰时段的行车间隔均缩短为15分钟。这样的改进主要通过加车以及在操作上的改变。这使得在主要干线部分的列车间距保持在2.5分钟。
目前除S60以外的全部线路均会通过主要干线区段。这使到罗尔、魏布林根和路德维希堡的列车有了固定的行车间隔。从法因恩到巴特康斯达特和祖文豪森则会有一天最快10分钟的行车间隔。

### 车队

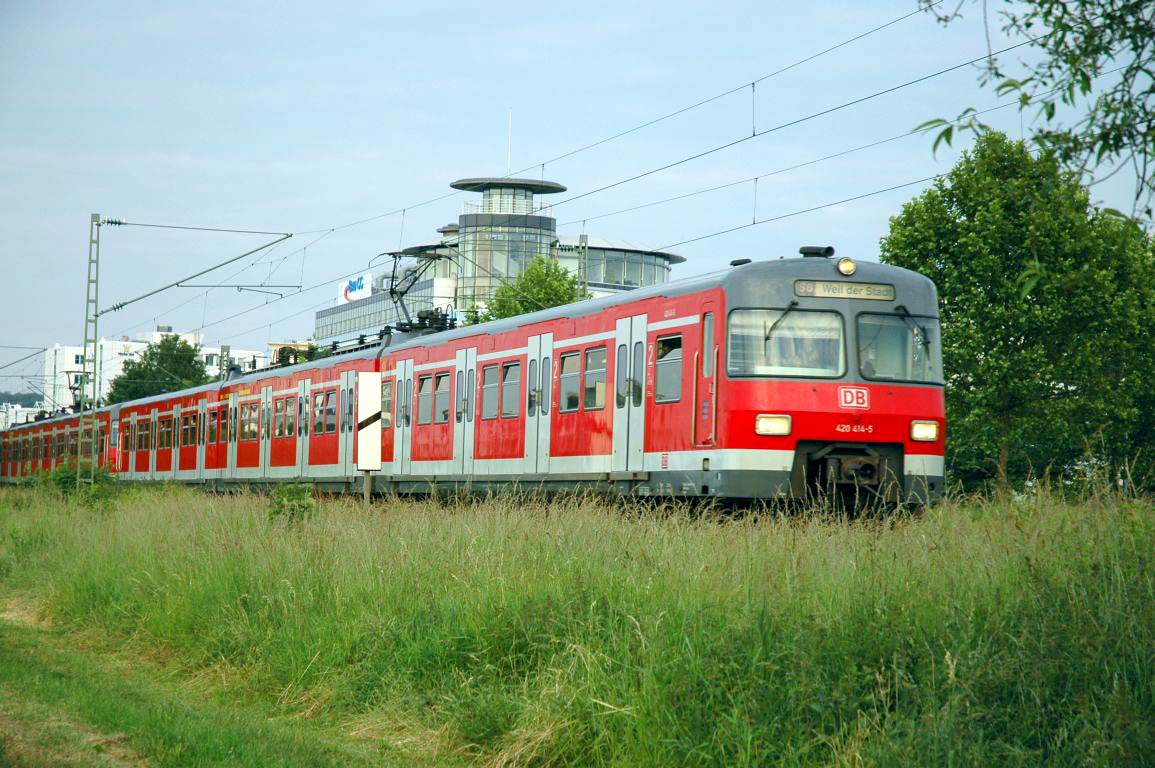
运营在斯图加特城市快速铁路上的德铁420型电力机车组

截至2005年7月7日，快速铁路系统车队包括90列420型列车组和60列423型车组。423型车组往返于S1线与S3线，而420型则往返于其他的线路。位于原先S1线东部终点普洛兴根的快速铁路维修场负责列车的维修与动力提供。w维修场配备了最新的车轮车床和洗涤与涂鸦清洗设备。大约550名员工分三班工作，确保快速铁路的运营。2009年5月5日，庞巴迪和阿尔斯通宣布，他们收到了一份 包括83列430型列车组（包括可选的另外83列）的订单，以从2012年起替代原先的420型列车。

## 改扩建项目
以下的扩建项目目前正在计划中，或者正在进行：
- 斯图加特21项目： 结合德国铁路的交通重组工程，计划改建斯图加特火車總站地下并重组穿过城市的铁路线，修改快速铁路走向也在计划之中。在火車總站的北部规划了一个新的车站——米特纳赫特大街。除了服务于将要在原铁路站场上修建的新居住区以外，这个车站还会提供一个连接网络东西部之间的联络点，同时还会提供一个从快速铁路到城市铁路的转换处，以防因事故阻断快速铁路隧道。

- 北十字：斯图加特地区政府认为改善从巴特康斯达特到火车北站的“北十字(Nordkreuz)”的交通是必要的。这一想法自20世纪90年代起开始讨论，在斯图加特21项目规划中被提出，它将为城市隧道减压，并在紧急情况下提供绕行隧道的可能性 。 它也将提供新的线路连接与旅行选择。官方认为这个计划有其自身的优点，进一步的建造正在等待斯图加特21项目规划的完成。

- 穆拉尔特的扩展线路：将快速铁路网扩展至穆拉尔特的可行性研讨正在进行。现已知大部分乘客均乘往巴克南、魏布林根和斯图加特，扩展S3线十分有利。目前正在讨论与融资有关的问题。

目前正在考虑中的其他项目：
- 机场 - 普洛兴根连接线： 由于成本效益比的消极面（基于爬坡隧道的需要），以及地区铁道网络根据斯图加特21项目改变了规划，该项目已被放弃。

- 下图尔凯姆-科尔恩韦斯泰姆线： 目前，四趟区间客车每个工作日正在运营这条线路。尽管这个项目潜在的提供了一个从埃斯林根直接到路德维希堡的方法，但是预算限制以及在该地区的其他项目使得这一计划暂时被搁置。